# Ejército de El Salvador
El Ejército de El Salvador es una Rama permanente de la Fuerza Armada de El Salvador que constituye un gran escalón de encuadramiento, preparación y empleo, compuesto por el Cuartel General, Brigadas, Comandos, Regimientos y Destacamentos Militares de las diferentes Armas y Servicios, conformados con las tropas de combate y apoyo de servicio de combate, necesarias para la ejecución de misiones  de carácter terrestre; el mando es ejercido por el Jefe del estado Mayor General de dicha Rama. Su lema es: "Vencer o Morir".

## Historia

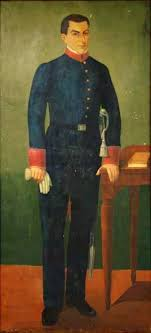
Pintura del general Manuel José Arce: prócer de la independencia, primer presidente de la República Federal de Centroamérica, país que existió entre 1824 y 1840 y fundador de la Fuerza Armada de El Salvador.

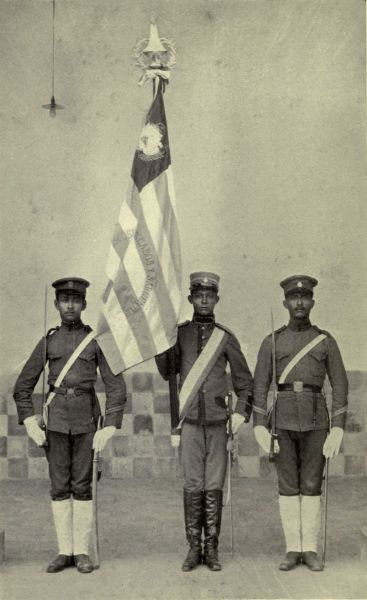
"Los colores". La bandera salvadoreña, apoyada por cadetes de la Escuela de Cabos y Sargentos.

Cadetes de Escuela Militar San Salvador.

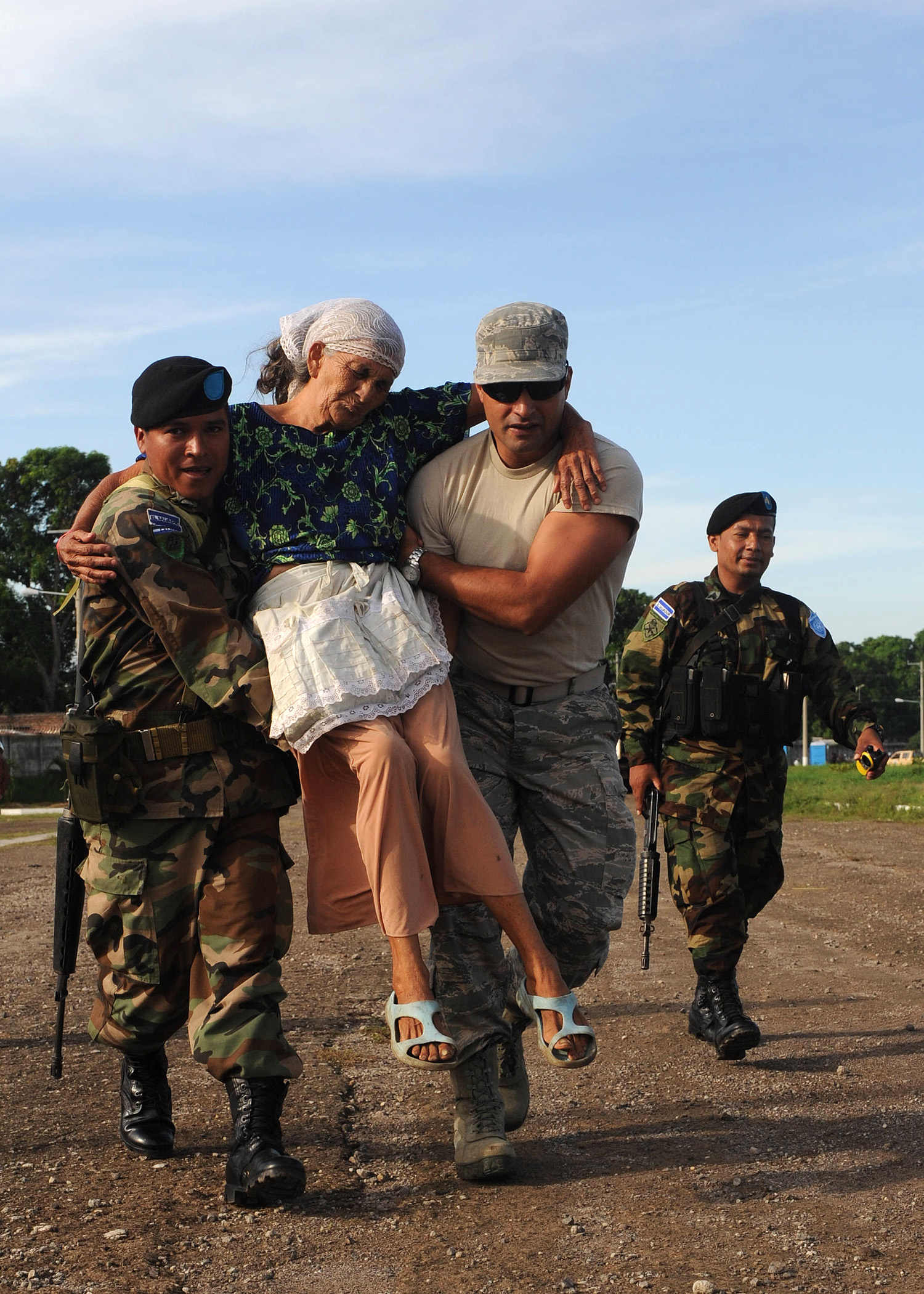
ACAJUTLA, El Salvador (19 de julio de 2011) El aviador César Salgado Díaz, de Bogotá, Colombia, y un soldado salvadoreño llevan a una mujer de una sala de espera a una clínica

Fue fundado por Manuel José de Arce y Fagoaga en 1824. Durante su existencia el Ejército de El Salvador ha experimentado constantes actualizaciones, modernizándose periódicamente y contando con un número de efectivos según las circunstancias históricas que le ha correspondido defender. La centenaria Escuela Militar Capitán General Gerardo Barrios es el alma mater principal de formación castrense, la cual ha contado históricamente con el apoyo y asesoría de destacados instructores castrenses provenientes principalmente de Alemania, Chile y Estados Unidos. Como resultado de los Acuerdos de Paz de Chapultepec que pusieron fin a la guerra civil que vivió El Salvador en la década de 1980, se redefinió la misión de las Fuerzas Armadas de El Salvador, reformando su sistema educativo, quedando estas circunscrita a la "defensa del territorio nacional y a la conservación de la soberanía del Estado Salvadoreño".

## Estructura organizativa
El ejército esta organizado en cinco Brigadas de Infantería en las que se encuadran los Destacamentos militares, una Brigada de Artillería, un Regimiento de Caballería, un Comando de Ingenieros, un Comando de Apoyo de Transmisiones y un Comando de Fuerzas Especiales. En lo que respecta a la jurisdicción territorial, está conformado por seis zonas militares que comprenden los departamentos del país, tal como se indica a continuación:
| ZONAS MILITARES      | DEPARTAMENTOS                            |
| PRIMERA ZONA MILITAR | SAN SALVADOR Y LA LIBERTAD               |
| -------------------- | ---------------------------------------- |
| SEGUNDA ZONA MILITAR | SANTA ANA, SONSONATE Y AHUACHAPÁN        |
| TERCERA ZONA MILITAR | SAN MIGUEL, MORAZÁN Y LA UNIÓN           |
| CUARTA ZONA MILITAR  | CHALATENANGO                             |
| QUINTA ZONA MILITAR  | SAN VICENTE, CABAÑAS, CUSCATLÁN Y LA PAZ |
| SEXTA ZONA MILITAR   | USULUTÁN                                 |

La Tercera Zona Militar es la más importante y grande del territorio nacional, cada una de las 
zonas tiene su propia Brigada de Infantería, 
no obstante la  Tercera Zona Militar posee dos Brigadas de Infantería: la 3.ª Brigada de Infantería y la 6.ª Brigada de Infantería.
- 2.ª Brigada (Santa Ana)
- 3.ª Brigada (San Miguel)
- 4.ª Brigada (Chalatenango)
- 5.ª Brigada (San Vicente)
- 6.ª Brigada de Infantería (Usulután)

Asimismo existen ocho Destacamentos Militares ubicados en los siguientes departamentos:
- Destacamento Militar N.º 1 (Chalatenango)
- Destacamento Militar N. 2 (Sensuntepeque)
- Destacamento Militar N.º 3 (La Unión)
- Destacamento Militar N.º 4 (Morazán) Sede de los Comandos de Montaña, unidad elite del Ejército.
- Destacamento Militar N.º 5 (Cojutepeque)
- Destacamento Militar N.º 6 (Sonsonate)
- Destacamento Militar N.º 7 (Ahuachapán)
- Destacamento Militar N.º 9 (Zacatecoluca)

Por otra parte, el Ejército cuenta con las siguientes armas de apoyo: 
- 1 Comando de Ingenieros: CIFA (el cual se compone de 2 Batallones).
- 1 Brigada de Artillería (el cual  se compone de 2 Campos de Artillería y 2 Batallones Antiaéreos)
- 1 Regimiento de Caballería Mecanizada compuesto por 2 Batallones.
- 1 Comando de Fuerzas Especiales o CFE constituido por el Batallón de Paracaidistas, el Grupo de Operaciones Especiales GOE y el Comando Especial Antiterrorista CEAT.

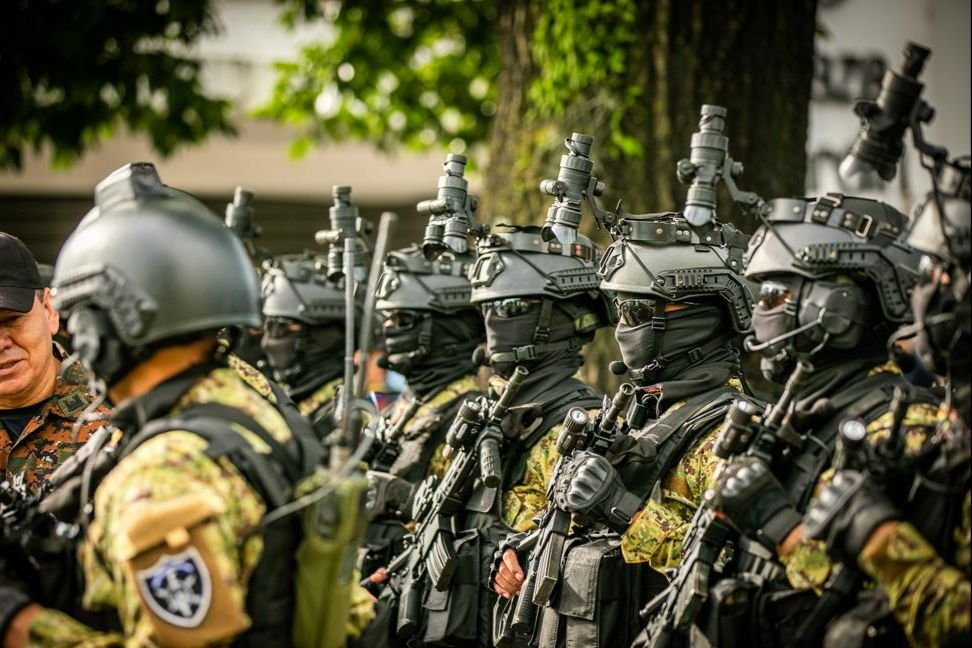
CEAT el salvador

## Condecoraciones
Medallas de la Fuerza Armada de acuerdo a la Ley de Condecoraciones Militares:
| Condecoración                               | Méritos |
| ------------------------------------------- | --- |
| Cruz de Oro al Heroísmo en Acción de Guerra | Unidades Militares, Cuerpos de Seguridad Pública o los miembros de estas y civiles, que con riesgo de su vida o sacrificio excepcional, ejecuten actos de valor heroico en acción de guerra. |
| Cruz de Plata al Heroísmo                   | Unidades Militares, Cuerpos de Seguridad Pública o los miembros de estas y civiles que en casos de desastre o calamidad pública, vayan más allá del cumplimiento del deber. |
| Medalla de Oro al Valor en Acción de Guerra | Unidades Militares, Cuerpos de Seguridad Pública o los miembros de estas y civiles que en cumplimiento de su deber en acción de guerra expongan su vida actuando con arrojo excepcional. |
| Medalla de Plata al Valor                   | Unidades Militares, Cuerpos de Seguridad Pública o los miembros de estas y civiles que en cumplimiento de su deber en casos de desastre o calamidad pública, expongan su vida actuando con arrojo excepcional. |
| Medalla de Oro al Servicio en Campaña       | Unidades Militares y Cuerpos de Seguridad Pública que se distingan en combate. |
| Placa de Plata al Servicio en Campaña       | Individuos que presten servicios eficientes a las Unidades Militares y Cuerpos de Seguridad Pública, en tiempo de guerra. |
| Medalla de Oro por Servicios Distinguidos   | Miembros de la Fuerza Armada Salvadoreña que le den prestigio dentro o fuera de la República, en los campos: Profesional, Docente o Diplomático y los Militares de Naciones amigas, cuando sus servicios hayan contribuido a estrechar las relaciones con la Fuerza Armada de su país de origen o en forma eficiente, al desenvolvimiento cultural de la Institución Armada. |
| Medalla de Oro al Mérito                    | Oficiales de la Fuerza Armada y de los Cuerpos de Seguridad Pública, que en cumplimiento de su deber en los campos técnico, docente o académico, se desempeñen en forma sobresaliente, dando con ello prestigio a la Institución Armada. |
| Medalla de Plata al Mérito                  | Individuos de tropa y las personas civiles al servicio de la Fuerza Armada, o de los Cuerpos de Seguridad Pública, que en cumplimiento de su deber, se desempeñen en forma sobresaliente dando prestigio a la Institución. |
| Medalla de Oro a la Perseverancia           | Militares que perseveren al servicio de la Fuerza Armada por un período de veinticinco años o en la docencia en centros militares por un lapso no menor de quince. |
| Medalla de Plata a la Perseverancia         | Militares que perseveren al servicio de la Fuerza Armada por un período de veinte años o en la docencia en centros militares por un lapso no menor de diez. |

Corresponde a la Asamblea Legislativa otorgar, a iniciativa del Poder Ejecutivo en el Ramo de Defensa, las Condecoraciones Militares siguientes: Cruz de Oro al Heroísmo en Acción de Guerra; Cruz de Plata al Heroísmo; Medalla de Oro al Valor en Acción de Guerra; Medalla de Plata al Valor; Medalla de Oro al Servicio en Campaña; y Placa de Plata al Servicio en Campaña.
Mientras, al presidente de la República y comandante general de la Fuerza Armada, corresponde otorgar las Condecoraciones Militares siguientes: Medalla de Oro por Servicios Distinguidos; Medalla de Oro al Mérito; Medalla de Plata al Mérito; Medalla de Oro a la Perseverancia; y Medalla de Plata a la Perseverancia; a propuesta del Ministerio de Defensa y previa calificación del Tribunal de Condecoraciones.
Las condecoraciones, Cruz de Oro al Heroísmo en Acción de Guerra y Medalla de Oro al Valor en Acción de Guerra, cuando sean otorgadas a miembros de la Fuerza Armada o de los Cuerpos de Seguridad Pública, llevarán como recompensa complementaria el Montepío Militar o Pensión Militar, aquel cuando se confiera póstumamente y esta cuando el condecorado quede incapacitado a consecuencia de la acción por la cual se le condecoró; esto último procede cuando el agraciado no tenga derecho a pensión militar de conformidad con la Ley respectiva.
Por otra parte, cuando la condecoración se imponga a una Unidad Militar, deberá colocarse en su respectiva bandera o estandarte.

## Guerras

### SigloXX

#### Levantamiento Campesino de 1932
Anexo: Levantamiento Campesino de 1932
La concentración de la tierra en pocas manos y las enormes desigualdades sociales generaron un levantamiento campesino e indígena en 1932, que fue brutalmente reprimido, fueron tomados por sorpresa por el gobierno salvadoreño. la fuerza armada tenía mejor movilidad y estaba mejor equipado, cuando lanzaron la ofensiva y rodearon a los campesinos tomando rápidamente el control sobre la región, la movilización tuvo un lugar muy importante en la historia de El Salvador pero el Gobierno aplastó la rebelión, los hechos del 32 bajo el liderazgo del presidente y Gral. Maximiliano Hernández Martínez vengándose de toda la zona occidental. La Guardia Nacional y grupos de civiles armados conocidos como Guardia Cívicas, asesinaron a miles de campesinos en uno de los peores casos de represión estatal.

#### Guerra de la Legitima Defensa

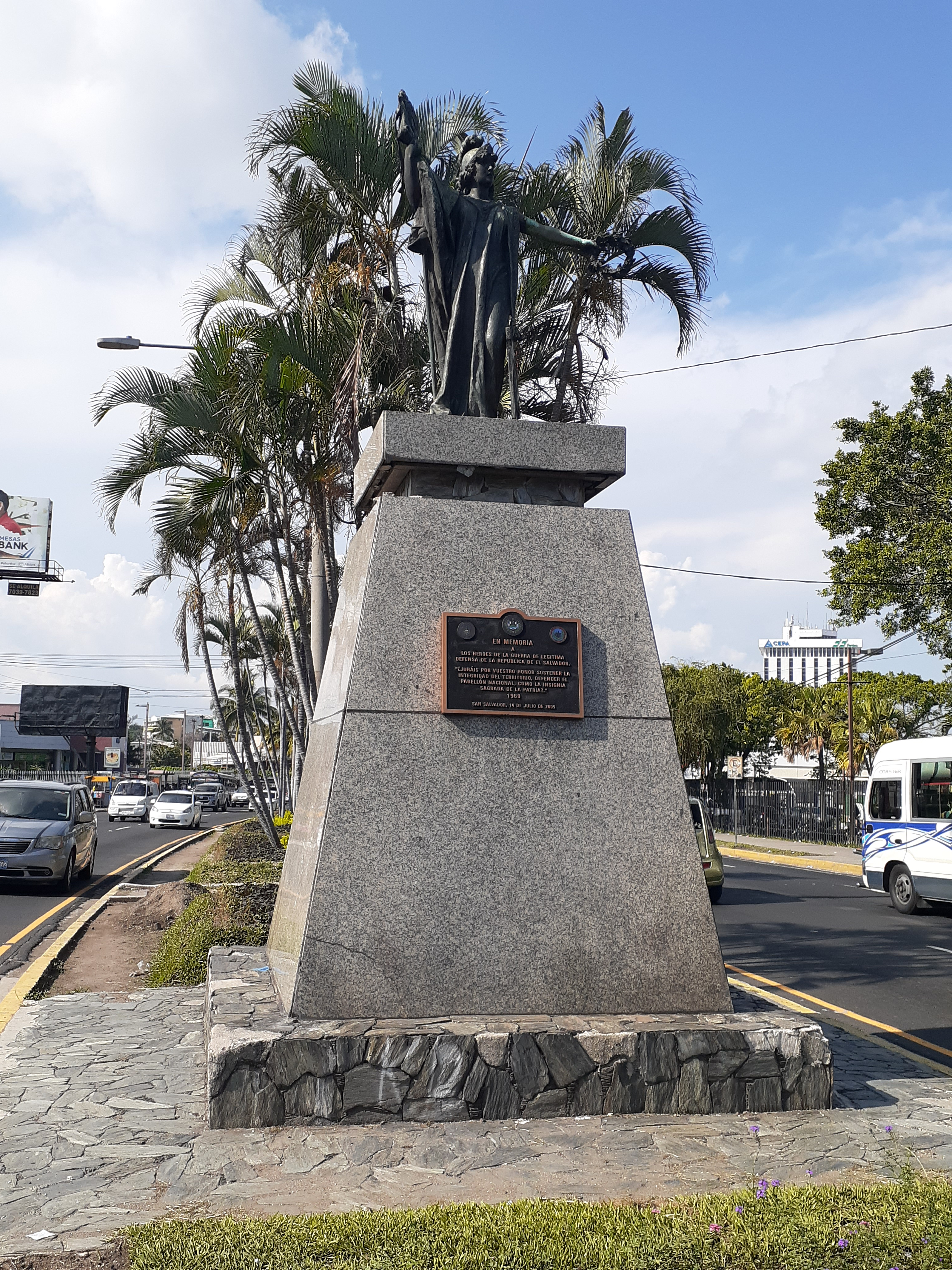
El bulevar de Los Héroes Su nombre conmemora a las tropas salvadoreñas que regresaron de la guerra de 1969 entre El Salvador y Honduras.

Debido a muchas razones como la falta de tierras para trabajar o la mejor calidad de vida, muchos salvadoreños decidieron migrar a Honduras, esto generó un descontento en el gobierno hondureño contra los salvadoreños migrantes, este descontento generó una ola de odio contra los salvadoreños lo cual a su vez hizo que los salvadoreños fueran discriminados y en ocasiones asesinados a manos de las propias autoridades hondureñas.
Estos abusos contra los salvadoreños en Honduras no le gustaron al gobierno salvadoreño, por lo que decidió invadir Honduras. La guerra duró del 14 de julio de 1969 al 17 de julio de 1969. La invasión se dividió en 3 frentes de batalla: el TON (Teatro de Operaciones del Norte), el TOCH (Teatro de Operaciones de Chalatenango) y el TOO (Teatro de Operaciones de Oriente), de los cuales el TON era el más importante: tenía como objetivo tomar la ciudad de Ocotepeque, la cual era la principal ciudad del sur de Honduras. Tomar esta ciudad desmoralizaría a los hondureños, por lo que se convirtió en el principal objetivo del Ejército Salvadoreño, el TOO tenía como objetivo hacerles creer a los hondureños que este era su principal frente de pelea y así los hondureños destinaran sus tropas y recursos en este frente y dejar mucho más fácil el camino hacia Ocotepeque en el TON; esta distracción se volvió más creíble debido a que este era el frente más cercano a Tegucigalpa, la capital y principal ciudad de Honduras, el TOCH tenía como objetivo servir como refuerzo para el TON y el TOO y también al igual que el TOO desviar la atención del TON. La guerra empezó el 14 de julio con un ataque aéreo a Tegucigalpa y San Pedro Sula y posteriormente tropas salvadoreñas capturaron la guarnición fronteriza hondureña, el 15 de julio aviones Hondureños respondieron al bombardeo del día anterior, más tarde aviones salvadoreños volverían a bombardear Honduras, además en el TON la ciudad de Ocotepeque sería capturara por tropas Salvadoreñas, el 18 de julio empezaron las negociaciones apoyadas por la OEA finalmente el 6 de agosto de 1969 el presidente de El Salvador Fidel Sánchez Hernández declaró la victoria ante Honduras

#### Guerra civil de El Salvador
Anexo: Guerra Civil de El Salvador

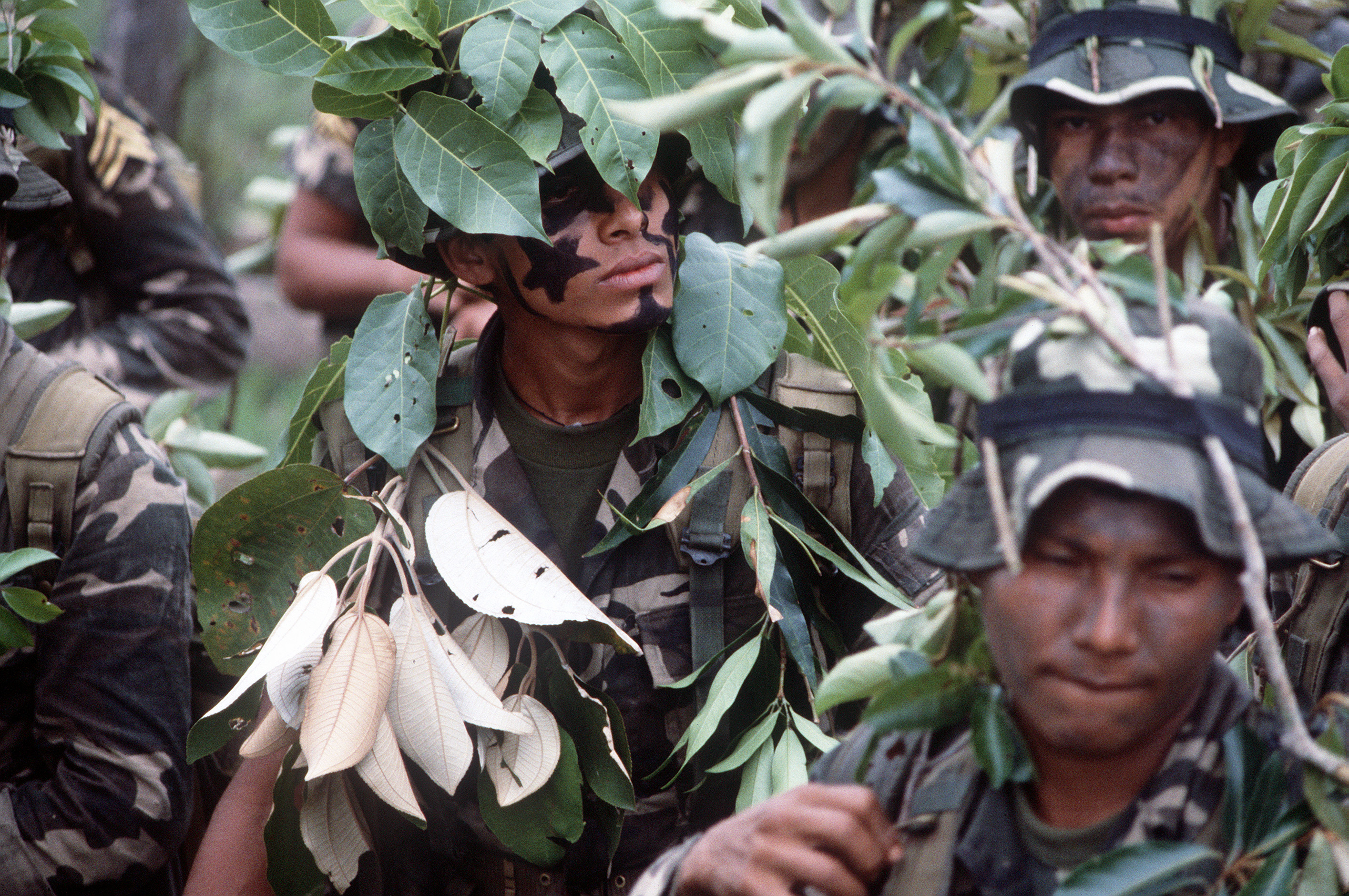
BIRI Atlácatl.

La guerra civil de El Salvador fue un conflicto bélico interno ocurrido en el país centroamericano, en el que el Estado Salvadoreño mediante su brazo armado: la Fuerza Armada de El Salvador (FAES) se enfrentó a las fuerzas insurgentes del Frente Farabundo Martí para la Liberación Nacional (FMLN). El conflicto armado nunca fue declarado en forma oficial, pero se considera usualmente que se desarrolló entre 1979 y 1992, aunque el país vivió un ambiente de crisis política y social durante la década de 1970.
El número de víctimas de esta confrontación armada ha sido calculado en 75,000 muertos y desaparecidos. El conflicto armado concluyó, luego de un proceso de diálogo entre las partes, con la firma de los Acuerdos de Paz de Chapultepec, que permitió la desmovilización de las fuerzas rebeldes y su incorporación a la vida política del país. No obstante, El Salvador ya había sufrido anteriormente, al menos una guerra civil, entre 1826 y 1829, cuando formaba parte de la República Federal de Centro América.
Los Batallones de Infantería de Reacción Inmediata (BIRI) fueron creados durante la década de 1980
con la misión de ser la principal fuerza de choque contra los grupos guerrilleros del Frente Farabundo Martí para la Liberación Nacional (FMLN) durante la guerra civil de El Salvador.
Los BIRI estaban equipados con fusiles M16-A1, además estaban conformados por 7 unidades militares: 5 compañías de fusileros, 1 compañía de mando y servicio, 1 compañía de armas de apoyo y 1 escuadrón de reconocimiento. Uno de los casos más notables de violaciones de derechos humanos fue la Masacre de El Mozote y caseríos aledaños a este donde murieron alrededor de 1000 campesinos, por este repudiable fue responsabilizado el BIRI Atlácatl a través de su comandante Domingo Monterrosa. Estos batallones fueron disueltos tras la firma de los Acuerdos de Paz en 1992.
- BIRI Atlácatl (Disuelto en 1992)
- BIRI Atonal (Disuelto en 1992)
- BIRI Ramón Belloso (Disuelto en 1992
- BIRI Eusebio Bracamonte (Disuelto en 1992)
- BIRI Manuel José Arce (Disuelto en 1992)

### 

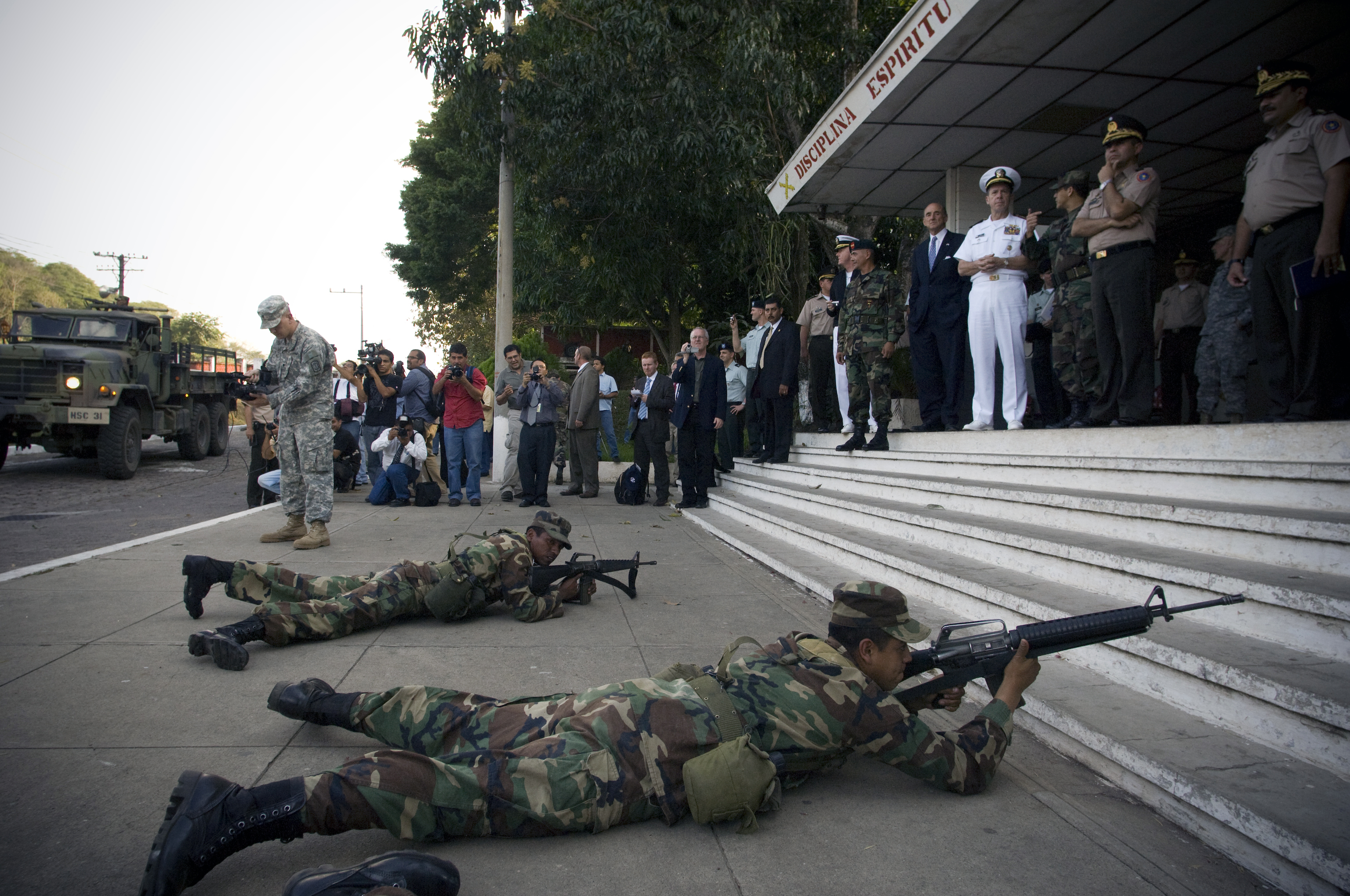
Una manifestación de entrenamiento del Batallón de Cuscatlán del Ejército Salvadoreño que está entrenando para desplegarse en Irak en apoyo de la Operación Libertad Iraquí, 18 de enero de 2008.

### SigloXXI

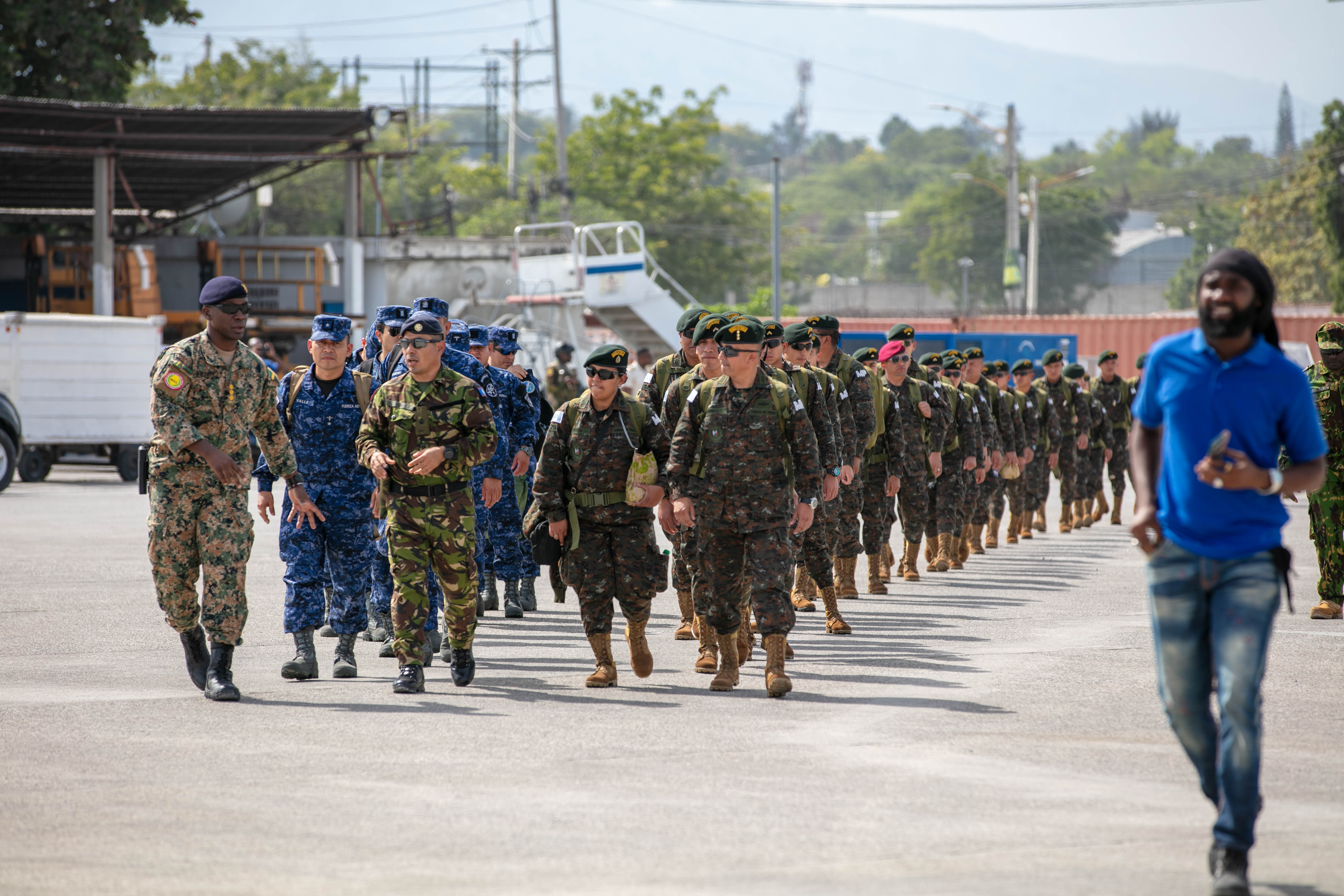
Soldados de Guatemala y El Salvador llegan para la misión de Apoyo a la Seguridad Multinacional (MSS) sancionada por las Naciones Unidas (MSSM) a la República de Haití el 3 de enero de 2025

A principios de los años 2000, 2010 y años 2020 el uso de la Fuerza Armada para tareas de seguridad pública era menos; esto cambió durante los gobiernos del FMLN, durante la Presidencia de Salvador Sánchez Cerén este la utilizaría  para reforzar las tareas de seguridad en el combate a las maras y pandillas además de otros grupos delictivos que operan en el país. El Actual presidente Nayib Bukele duplicó los efectivos militares de 20,000 a 40,000 para las tareas de seguridad pública muchos miembros de la institución castrense han colaborado con la Policía Nacional Civil en el combate delictivo lamentablemente han tenido bajas en sus tareas de seguridad como es el caso de la masacre en la colonia Vista al Lago en el municipio de Ilopango donde 3 soldados fueron asesinados por miembros de pandillas en 2019 debido a estar en zona contraria según sus normas delictivas. 
En la actualidad la Fuerza Armada colabora junto a la Policía Nacional Civil en la seguridad pública dentro del marco del Plan Control Territorial (PCT). 

## Grados
En el Ejército de El Salvador existen los siguientes grados, de acuerdo con la clasificación de rangos de la OTAN

### Generales, jefes y oficiales
| Código OTAN                                                                      | OF-10            | OF-9                 | OF-8                | OF-7               | OF-6          | OF-5    | OF-4             | OF-3  | OF-2    | OF-1     | OF-1        |  |  |
| -------------------------------------------------------------------------------- | ---------------- | -------------------- | ------------------- | ------------------ | ------------- | ------- | ---------------- | ----- | ------- | -------- | ----------- |  |  |
| El Salvador                                                                      |                  |                      | General de División | General de Brigada | No equivalent | Coronel | Teniente coronel | Mayor | Capitán | Teniente | Subteniente |  |  |
| El Salvador                                                                      |                  |                      |                     |                    | No equivalent |         |                  |       |         |          |             |  |  |
| El Salvador                                                                      | Capitán General1 | General de Ejército2 | General de División | General de Brigada | No equivalent | Coronel | Teniente coronel | Mayor | Capitán | Teniente | Subteniente |  |  |
| 1 Ostentado por Gerardo Barrios. 2 Grado en estudio, nunca otorgado hasta ahora. |                  |                      |                     |                    |               |         |                  |       |         |          |             |  |  |

### Rango de Tropa
| Código OTAN | OR-9 | OR-9 | OR-9 | OR-9                      | OR-9                      | OR-9                      | OR-8                   | OR-8                   | OR-7           | OR-7           | OR-6             | OR-6             | OR-6             | OR-6             | OR-6             | OR-6             | OR-5     | OR-5     | OR-5     | OR-5     | OR-5     | OR-5     | OR-4         | OR-4         | OR-3 | OR-3 | OR-2        | OR-2        | OR-2        | OR-2        | OR-2        | OR-2        | OR-1      |
| ----------- | ---- | ---- | ---- | ------------------------- | ------------------------- | ------------------------- | ---------------------- | ---------------------- | -------------- | -------------- | ---------------- | ---------------- | ---------------- | ---------------- | ---------------- | ---------------- | -------- | -------- | -------- | -------- | -------- | -------- | ------------ | ------------ | ---- | ---- | ----------- | ----------- | ----------- | ----------- | ----------- | ----------- | --------- |
| El Salvador |      |      |      |                           |                           |                           |                        |                        |                |                |                  |                  |                  |                  |                  |                  |          |          |          |          |          |          |              |              |      |      |             |             |             |             |             |             | Sin Grado |
| El Salvador |      |      |      | Sargento Mayor de Brigada | Sargento Mayor de Brigada | Sargento Mayor de Brigada | Sargento Mayor Primero | Sargento Mayor Primero | Sargento Mayor | Sargento Mayor | Sargento Primero | Sargento Primero | Sargento Primero | Sargento Primero | Sargento Primero | Sargento Primero | Sargento | Sargento | Sargento | Sargento | Sargento | Sargento | Sub Sargento | Sub Sargento | Cabo | Cabo | Dragoneante | Dragoneante | Dragoneante | Dragoneante | Dragoneante | Dragoneante | Soldado   |

## Equipo

### Armas de Infantería
| Nombre                        | Imagen | Calibre              | Tipo                   | Origen                        | Notas |
| ----------------------------- | ------ | -------------------- | ---------------------- | ----------------------------- | --- |
| Pistolas                      |        |                      |                        |                               | |
| P227                          |        | .45 ACP              | Pistola                | Alemania                      | Todas sus variantes. Usado por soldados y fuerzas especiales. |
| P226                          |        | 9 × 19 mm Parabellum | Pistola                | Alemania                      | Todas sus variantes, incluido el Sig Sauer X Six SIG P226 X Six. Usado por soldados y fuerzas especiales. |
| M9                            |        | 9 × 19 mm Parabellum | Pistola                | Italia · Estados Unidos       | Pistola estándar |
| CZ 75                         |        | 9 × 19 mm Parabellum | Pistola                | Checoslovaquia                | |
| Beretta 92                    |        | 9 × 19 mm Parabellum | Pistola                | Italia                        | Utilizada en su versión compacta 92SB |
| FN P35                        |        | 9 × 19 mm Parabellum | Pistola                | Bélgica                       | |
| IWI 941                       |        | 9 × 19 mm Parabellum | Pistola                | Israel                        | |
| G17                           |        | 9 × 19 mm Parabellum | Pistola                | Austria                       | Usadas por las Fuerzas Especiales del Ejército Salvadoreño y Comando Antiterrorista. Variantes que se utilizan: Glock 17, Glock 17C, Glock 17L, Glock 17MB, Glock 17M. |
| Subfusiles                    |        |                      |                        |                               | |
| Uzi                           |        | 9 × 19 mm Parabellum | Subfusil               | Israel                        | Subfusil Uzi, Mini-Uzi. |
| Ingram MAC-10                 |        | 9 × 19 mm Parabellum | Subfusil               | Estados Unidos                | |
| MP5                           |        | 9 × 19 mm Parabellum | Subfusil               | Alemania                      | MP5SD3, MP5A3, MP5A2, MP5, MP5A1 |
| Fusiles de Asalto             |        |                      |                        |                               | |
| HK33                          |        | 5,56 × 45 mm OTAN    | Fusil de Asalto        | Alemania                      | Incluyendo la variante HK53 |
| IWI ARAD                      |        | 5,56 x 45 mm OTAN    | Fusil de Asalto        | Israel                        | Reemplazo parcial del M16 |
| HK416                         |        | 5,56 × 45 mm OTAN    | Fusil de Asalto        | Alemania                      | |
| FN FNC                        |        | 5,56 × 45 mm OTAN    | Fusil de Asalto        | Bélgica                       | Versiones utilizadas: Standard 'Model 2000 y Short' Model 7000, utilizado por la policía militar salvadoreña y el batallón de paracaidistas |
| M4                            |        | 5,56 × 45 mm OTAN    | Fusil de Asalto        | Estados Unidos                | Carabina M4, Colt M4A1, Colt M4 (versión original de 1993), M4 (Colt Modelo 933), Colt M4 (miras M162, ráfaga y auto completo) |
| T65                           |        | 5,56 × 45 mm OTAN    | Fusil de Asalto        | República de China            | |
| M16                           |        | 5,56 × 45 mm OTAN    | Fusil de Asalto        | Estados Unidos                | Donados por Estados Unidos para el combate contra la guerrilla durante la Guerra civil, Utilizado como Fusil estándar, M16A1 y M16A2, M16A3,M16A4. |
| IMI Galil                     |        | 5,56 × 45 mm OTAN    | Fusil de Asalto        | Israel                        | Galil AR, Galil SAR, Galil SAR339, Micro Galil, Galil ARM. |
| Galil ACE                     |        | 5,56 × 45 mm OTAN    | Fusil de Asalto        | Israel · Colombia             | ACE 21, ACE 22, ACE 23 (5.56×45mm NATO), ACE 32 (7.62×39mm), ACE 52, ACE 53 (7.62×51mm NATO). |
| Heckler & Koch G3             |        | 7,62 × 51 mm OTAN    | Fusil de Asalto        | Alemania                      | G3A3, G3A4, G3KA4 |
| CAR-15                        |        | 5,56 × 45 mm OTAN    | Fusil de Asalto        | Estados Unidos                | Versión carabina del M16 (Carabina M16A2 Modelo 733 Colt Commando). Y otras versiones de la versiones carabinas de los fusiles M16A1 y M16A2. |
| C7                            |        | 5,56 × 45 mm OTAN    | Fusil de Asalto        | Canadá                        | Colt Modelo 715 y Colt Model 711. |
| MPi-KM                        |        | 7,62 x 39 mm         | Fusil de Asalto        | República Democrática Alemana | Utilizado en las Fuerzas Especiales del Ejército Salvadoreño. |
| AK-47                         |        | 7,62 x 39 mm         | Fusil de Asalto        | Unión Soviética               | Utilizado en las Fuerzas Especiales del Ejército Salvadoreño. |
| AKM                           |        | 7,62 x 39 mm         | Fusil de Asalto        | Unión Soviética               | Utilizado en las Fuerzas Especiales del Ejército Salvadoreño. |
| Modelo 1965                   |        | 7,62 x 39 mm         | Fusil de Asalto        | Rumania                       | |
| AK-63                         |        | 7,62 x 39 mm         | Fusil de Asalto        | Hungría                       | |
| Fusiles de Francotirador      |        |                      |                        |                               | |
| M24                           |        | 7,62 × 51 mm OTAN    | Fusil de Francotirador | Estados Unidos                | |
| M21                           |        | 7,62 × 51 mm OTAN    | Fusil de Francotirador | Estados Unidos                | Utilizado en las Fuerzas Especiales del Ejército Salvadoreño. |
| SSG 69                        |        | 7,62 × 51 mm OTAN    | Fusil de Francotirador | Austria                       | |
| Barrett M82                   |        | 12,7 x 99 mm         | Fusil de Francotirador | Estados Unidos                | Utilizado en las Fuerzas Especiales del Ejército Salvadoreño. |
| Dragunov SVD                  |        | 7,62 × 54 mm R       | Fusil de Francotirador | Unión Soviética               | Utilizado en las Fuerzas Especiales del Ejército Salvadoreño. |
| Lanzagranadas                 |        |                      |                        |                               | |
| M79                           |        | 40 mm                | Lanzagranadas          | Estados Unidos                | Donados por Estados Unidos para el combate contra la guerrilla durante la Guerra civil |
| M203                          |        | 40 mm                | Lanzagranadas Acoplado | Estados Unidos                | Montado en fusiles M16 (todas sus variantes), M4, M4A1 y CAR-15 (todas sus variantes). |
| Ametralladoras                |        |                      |                        |                               | |
| Minigun                       |        | 7,62mm               | Ametralladora Gatling  | Estados Unidos                | Donadas por Estados Unidos en los años 1980. Todavía están operativas una gran cantidad, algunas montadas en lanchas de la Marina Nacional y en vehículos Yagu y Polaris. |
| M60                           |        | 7,62 × 51 mm OTAN    | Ametralladora Ligera   | Estados Unidos                | Donados por Estados Unidos para el combate contra la guerrilla durante la Guerra civilVariantes M60, M60E2, M60B, M60C M60D, M60E2. Durante la guerra civil, algunos M60 se cortaron de la mira para dar capacidades CBQ. |
| M2HB                          |        | 12,7 x 99 mm         | Ametralladora Pesada   | Estados Unidos                | |
| HK21                          |        | 7,62 × 51 mm OTAN    | Ametralladora Ligera   | Alemania                      | Compradas en 1967 |
| FN MAG                        |        | 7,62 × 51 mm OTAN    | Ametralladora Ligera   | Bélgica                       | |
| M249                          |        | 5,56 × 45 mm OTAN    | Ametralladora Ligera   | Estados Unidos                | Utilizada por las Fuerzas Especiales. |
| FN Minimi                     |        | 5,56 × 45 mm OTAN    | Ametralladora Ligera   | Bélgica                       | Minimi Paracaidista, FN Minimi. |
| Diemaco C7A1 LSW              |        | 5,56 × 45 mm OTAN    | Ametralladora Ligera   | Canadá                        | Fusil de asalto C7 en variante ametralladora ligera |
| Mk 38 25mm Machine Gun System |        | 25 mm                | Ametralladora ligera   | Estados Unidos                | Estos cañones de 25 mm están montados en los Jeep Storm M240 y algunos en los buques de la Marina Nacional. |
| Armas Antitanque              |        |                      |                        |                               | |
| RPG-7                         |        | 85 mm                | Lanzacohetes           | Unión Soviética               | La mayoría remanentes de la Guerra civil |
| M40                           |        | 105 mm               | Cañón sin retroceso    | Estados Unidos                | |
| M67                           |        | 90 mm                | Cañón sin retroceso    | Estados Unidos                | |
| M72A2 LAW                     |        | 66 mm                | Lanzacohetes           | Estados Unidos                | |
| Instalaza C-90                |        | 90 mm                | Lanzacohetes           | España                        | El C90 es un lanzacohetes que dispara una granada propulsada por cohete de 90 mm fabricado por la empresa Instalaza en Zaragoza, España. |
| M418                          |        | 57 mm                | Cañón sin retroceso    | Estados Unidos                | |
| Misiles Antiaéreos            |        |                      |                        |                               | |
| 9K34 Strela-3                 |        | 72mm                 | Manpads                | Unión Soviética               | Estos misiles los uso la guerrilla durante la guerra civil de El Salvador. Actualmente son usados por el ejército de El Salvador. Los 9k34 Strela-3 tienen una velocidad de 1,980 km/h y un alcance de 5.3 km. Además estos misiles han mostrado ser capaz de derribar cazas Harrier de la Royal Navy, aviones de ataque ligero Rusos SU-25 y cazas supersónicos como los MIG-23, MIG-21,MIG-29, SU-27 y Panavia Tornado. |
| 9K32 Strela-2                 |        | 72mm                 | Manpads                | Unión Soviética               | Los rebeldes del FMLN adquirieron misiles SA-7 alrededor de 1989 y los emplearon ampliamente en los últimos años de la Guerra Civil salvadoreña , aumentando dramáticamente las pérdidas en combate de aeronaves de la Fuerza Aérea salvadoreña . Al menos dos O-2 Skymasters (el 26 de septiembre y el 19 de noviembre de 1990), un A-37 Dragonfly (el 23 de noviembre de 1990), dos helicópteros Hughes 500 (el 2 de febrero y el 18 de mayo de 1990) y dos UH-1H se perdieron por los SA-7. Uno de los UH-1H (el 2 de enero de 1991) estaba tripulado por personal del Ejército de los EE. UU., mientras que el otro era operado por la Fuerza Aérea Hondureña. |

### Armas ceremoniales
| Nombre    | Tipo                 | Cantidad | Origen         | Notas                          |
| --------- | -------------------- | -------- | -------------- | ------------------------------ |
| M14       | Fusil de batalla     |          | Estados Unidos | Utilizado como arma ceremonial |
| M1903     | Fusil de cerrojo     |          | Estados Unidos | Utilizado como arma ceremonial |
| M1 Garand | Fusil semiautomatico |          | Estados Unidos | Utilizado como arma ceremonial |

Granadas:
- M67 granadas

### Armas de artillería
| Modelo      | Imagen | Calibre | Cantidad | Origen         | Notas                                          |
| ----------- | ------ | ------- | -------- | -------------- | ---------------------------------------------- |
| Morteros    |        |         |          |                |                                                |
| M19         |        | 60 mm   | 306      | Estados Unidos |                                                |
| M29         |        | 81 mm   | 151      | Estados Unidos |                                                |
| M74         |        | 120 mm  | 250      | Yugoslavia     | En reserva                                     |
| UB M52      |        | 120 mm  | 52       | Yugoslavia     | En reserva                                     |
| Obúses      |        |         |          |                |                                                |
| M101        |        | 105 mm  | 8        | Estados Unidos |                                                |
| M102        |        | 105 mm  | 24       | Estados Unidos |                                                |
| M56         |        | 105 mm  | 18       | Yugoslavia     | En reserva, únicamente utilizado en ceremonias |
| Modelo 56   |        | 105 mm  | 14       | Italia         |                                                |
| M114        |        | 155 mm  | 6        | Estados Unidos |                                                |
| Soltam M-71 |        | 155 mm  | 2        | Israel         |                                                |

### Vehículos
| Carros de Combate               |  |                                                            |    |                  | |
| AML 90                          |  | Vehículo blindado de combate                               | 10 | Francia          | El Panhard AML (las siglas AML provienen de Auto Mitrailleuse Legére, que literalmente significa autoametralladora ligera), es un automóvil blindado ligero, con tracción a las cuatro ruedas (4x4), diseñado por la empresa francesa Panhard (designación de fábrica AML 245) a finales de los años cincuenta. Surgió a partir de un requerimiento del Ejército de Tierra francés para un vehículo de exploración ligero y pequeño, y que a su vez se encontrase muy bien armado. Habiendo ganado el concurso, el diseño de Panhard comenzó a ser producido a partir de 1960. Tiene una velocidad de 90 km/h, una autonomía de 600 km y es capaz de destruir a sus objetivos a una distancia de 2 km. |
| Transporte Blindado de Personal |  |                                                            |    |                  | |
| UR-416                          |  | Transporte blindado de personal                            | 8  | Alemania         | |
| Plasan SandCat                  |  | Transporte blindado de personal                            | 8  | · Israel/ México | El Salvador cuenta con una cantidad de 8 sandcat de un pedido de 50 unidades. |
| BMC Vuran                       |  | Vehículo Protegido Resistente a las Minas y las Emboscadas | 11 | Turquía          | El BMC Vuran es un vehículo blindado resistente a minas y protegido contra emboscadas ( MRAP ) fabricado en Turquía y construido por BMC . El Vuran está diseñado y fabricado por el fabricante turco de vehículos blindados BMC. |
| Cashuat                         |  | Transporte blindado de personal                            | 45 | El Salvador      | TBP fabricado en El Salvador y algunos en Estados Unidos y ensamblados en El Salvador. En el 2017 se vieron algunos Cashuats como portamortero. |
| YAGU                            |  | Transporte blindado de personal                            | 10 | Israel/ México   | Vehículo blindado todo terreno (ATV) de operaciones especiales, la versión del YAGU entregada a El Salvador tiene capacidad para tres personas, equipado con un VANT (vehículo aéreo no tripulado) y ofrece blindaje de protección nivel B6+, es decir, frente a fusiles de asalto de alta potencia. |
| VCT-A1                          |  | Artillería antiaérea autopropulsada                        | 2  | El Salvador      | Armado con dos cañones HS de 20 mm, utilizado como vehículo antiaéreo, diseñado y producido por el Ejército salvadoreño. |
| Hurricane                       |  | Transporte blindado de personal                            | 8  | Israel/ México   | Los Hurricane son producidos por WBA Blindajes Alemanes, en México, para la Policía Federal de ese país. Tiene capacidad para transportar de 8 a 10 personas y su blindaje de nivel B6 lo protege contra proyectiles de ametralladora y esquirlas. Sus cristales contra balas tienen un espesor de 90mm, y está construido sobre el chasis de un camión International 3300 turbo diésel que ha sido reforzado. |
| VCT-A2                          |  | Vehículo de combate de infantería                          | 3  | El Salvador      | Armado con dos cañones HS 404 de 20 mm en una torreta de 360° y una ametralladora M60 o FN MAG de 7,62 mm o una M2 Browning de 12,7 x 99 mm como arma secundaria, es utilizado como vehículo caza tanques, vehículo antiaéreo y transporte blindado de personal. |
| M113                            |  | Transporte blindado de personal                            | 20 | Estados Unidos   | Donados por Estados Unidos durante la Guerra civil |
| Humvee                          |  | Transporte blindado de personal                            | 50 | Estados Unidos   | |
| Vehículos Utilitarios           |  |                                                            |    |                  | |
| Polaris MRZR-D4                 |  | Vehículo utilitario                                        | 27 | Estados Unidos   | En 2023 llegaron 15 unidades a El Salvador y en 2024 llegaron otras 12 unidades. Algunos Polaris fueron dotados por ametralladoras M-134 Minigun. Otros Polaris fueron entregados a la Marina de El Salvador, dotandolos con poderoso armamento. |
| Jeep j8                         |  | Vehículo Utilitario                                        | 15 | Estados Unidos   | |
| F-Series                        |  | Camión comercial de carga mediana                          | 37 | Japón            | Parte de una flota de 45 vehículos nuevos. |
| D22                             |  | pick up                                                    | 42 | Japón            | Parte de una flota de 45 vehículos nuevos. |
| AIL Storm                       |  | Vehículo Utilitario Ligero                                 | 38 | Israel           | |
| 2011 Ford Ranger                |  | Vehículo Utilitario Ligero                                 | 37 | Estados Unidos   | |
| Jeep CJ                         |  | Vehículo Utilitario Ligero                                 | 16 | Estados Unidos   | |
| M151                            |  | Vehículo Utilitario Ligero                                 | 25 | Estados Unidos   | |
| M35 truck                       |  | Camión de carga pesada                                     | 17 | Estados Unidos   | |
| M809 truck                      |  | Camión de carga pesada                                     | 22 | Estados Unidos   | |
| MAN 630 truck                   |  | Camión de carga pesada                                     | 15 | Alemania         | |
| M932A2                          |  | Camión de carga pesada                                     | 11 | Estados Unidos   | |
| M925A3                          |  | Camión de carga pesada                                     | 11 | Estados Unidos   | |
| M923A2                          |  | Camión de carga pesada                                     | 38 | Estados Unidos   | |
| M931A1                          |  | Camión remolque                                            | 5  | Estados Unidos   | |

### Vehículos históricos
| Vehículo Blindado de Combate |        |                            |          |                |                                                                                  |
| Modelo                       | Imagen | Tipo                       | Cantidad | Origen         | Notas                                                                            |
| M3 Stuart                    |        | Tanque ligero              | 8        | Estados Unidos | Retirado, 2 en exhibición permanente en la entrada del Regimiento de Caballería. |
| M3 Scout Car                 |        | APC con ruedas             | 5        | Estados Unidos |                                                                                  |
| M3A1                         |        | Camión Semioruga           | 5        | Estados Unidos |                                                                                  |
| Vehículo utilitario          |        |                            |          |                |                                                                                  |
| Modelo                       | Imagen | Tipo                       | Número   | Origen         | Notas                                                                            |
| Dodge M37                    |        | Vehículo utilitario ligero |          | Estados Unidos | Principalmente convertido a Cashuats.                                            |